# Robert Allen Schnitzer
Robert Allen Schnitzer (...) è un regista, sceneggiatore e produttore cinematografico statunitense.

## Filmografia

### Regista
- Fuga senza scampo (No Place to Hide) (1970)
- Mysteria (The Premonition) (1976)
- Kandyland (1987)

### Sceneggiatore
- Fuga senza scampo (1970)
- Mysteria (1976)
- Kandyland (1987)

### Produttore
- Fuga senza scampo (1970)
- Kandyland (1987)
- Shelter from the Storm (1994)